# High Plains Hardware
High Plains Hardware is de derde aflevering van de televisieserie Halt and Catch Fire. De episode werd geregisseerd door Karyn Kusama. High Plains Hardware werd in de Verenigde Staten voor het eerst uitgezonden op 15 juni 2014.

## Verhaal
Gordon is gefascineerd door een gewond vogeltje in zijn voortuin en verliest het uur uit het oog, tot ergernis van een gehaaste Donna. Buurman en collega Brian snelt te hulp en biedt Gordon een lift aan. De twee rijden naar Cardiff Electric, waar Gordon de moeilijke taak krijgt om bijna alle werknemers te ontslaan. Hij houdt een klein team van computeringenieurs over die een draagbare computer moeten ontwikkelen.
Cameron doodt de tijd door in de kantoorruimte van Cardiff Electric rond te dolen. Ze neemt spullen van de ontslagen werknemers in beslag en gebruikt haar eigen kantoor als slaapkamer. Wanneer ze na de werkuren het kantoor van John Bosworth binnendringt, ontdekt ze dat de man nog steeds niet naar huis is. Bosworth legt haar uit dat ze Cardiff Electric niet als haar thuis kan beschouwen en dat ze op zoek moet naar een echte woonplaats. Later blijkt dat Bosworth zelf in zijn eigen kantoor woont.
Joe gaat op zoek naar een investeerder en legt contact met Aaron Littlefield uit New York. De man wil Cardiff Electric ondersteunen, maar Bosworth dwarsboomt de deal. Vervolgens wordt Joe op het matje geroepen door eigenaar Nathan Cardiff, die erop wijst dat Bosworth verantwoordelijk is voor het kapitaal van het bedrijf. Joe en Bosworth gaan nadien op bezoek bij Louise Lutherford, een steenrijke en extravagante dame die bereid is om te investeren in Cardiff Electric. Maar Joe stoort zich al snel aan Louises verwaande houding en het feit dat ze slechts 10 miljoen dollar wil investeren in ruil voor een aandeel van 80% in het nieuwe PC-project. Tijdens het daaropvolgende diner beledigt Joe haar in het bijzijn van al haar gasten, waaronder haar jonge minnaar Travis. Maar de gastvrouw is niet onder de indruk en wil nog steeds investeren. Joe die absoluut geen deal wil sluiten met Louise, besluit haar daarom te beledigen door haar minnaar van haar af te pakken. Wanneer Travis zich naar een andere kamer begeeft, wordt hij gevolgd door Joe. De twee kussen elkaar en bedrijven de liefde. Wanneer Louise beseft wat Joe gedaan heeft, wordt de deal afgeblazen.
Inmiddels slaagt Cameron er maar niet in om haar dagen zinvol te vullen. Ze besluit haar eerste loon uit te geven aan snoepgoed en drank en ontmoet op straat enkele punkers met wie ze een hotelkamer afhuurt om een feestje te organiseren. Maar Cameron voelt zich niet goed in haar vel en blijft nadenken over de computercode die ze moet ontwikkelen. Ze verlaat de hotelkamer en valt 's avonds binnen bij Joe. Hoewel ze doet alsof ze hulp nodig heeft bij de ontwikkeling van haar code heeft Joe meteen door dat er een andere reden is voor haar bezoek. Vervolgens doet Cameron haar kleren uit en wandelt ze naar Joe's slaapkamer.
Gordon heeft problemen met zijn nieuwe leidinggevende functie, hoewel zijn collega Brian hem voortdurend adviseert en tips geeft. Wanneer hij met de hulp van Donna een uitstekend idee voor het nieuwe computerproject van Cardiff Electric uitvindt, wijst Brian hem erop dat het plan te ambitieus is. Gordon gaat aanvankelijk akkoord en laat Donna's idee vallen. Wanneer Brian en Gordon vervolgens samen naar huis rijden, worden ze aangereden door een andere auto. Gordon is verbouwereerd en besluit door het ongeluk om Brian op staande voet te ontslaan. Gordon wandelt naar huis, waar hij ontdekt dat het vogeltje nog steeds niet gestorven is. Hij is echter niet van plan om het dier zelf te doden, waarop Donna een spade pakt en het vogeltje uit zijn lijden verlost.

## Cast
- Lee Pace - Joe MacMillan
- Scoot McNairy - Gordon Clark
- Mackenzie Davis - Cameron Howe
- Kerry Bishé - Donna Clark
- Toby Huss - John Bosworth
- Graham Beckel - Nathan Cardiff
- Jean Smart - Louise Lutherford
- Jason Davis - Aaron Littlefield
- Travis Smith - Travis
- Joey Nappo - Ajax

## Titelverklaring
De spade waarmee Donna het vogeltje doodt, bevat de tekst High Plains Hardware. De High Plains vormen een subregio van de Great Plains. Verschillende delen van de staat Texas, waar de serie zich afspeelt, maken deel uit van de High Plains.

## Culturele verwijzingen
- De aflevering bevat de nummers "Are 'Friends' Electric?" van Tubeway Army, "Advice" van Big Boys en "Germ Free Adolescence" van X-Ray Spex.